# 8 décembre 1936
Le mardi 8 décembre 1936 est le 343e jour de l'année 1936.

## Naissances
- David Carradine (mort le 3 juin 2009), acteur américain
- Gérard Lemaître (mort le 14 décembre 2016), danseur français
- Juan Santisteban, footballeur espagnol
- Maja Beutler, écrivaine suisse
- Malcolm Forsyth (mort le 5 juillet 2011), compositeur et tromboniste
- Michael Amaladoss, prêtre jésuite indien, théologien et écrivain
- Ralph Brand, joueur et entraîneur de football écossais

## Décès
- Domenico Mezzadri (né le 30 janvier 1867), évêque italien
- Josef Stübben (né le 10 février 1845), architecte allemand